# Rezerwat przyrody Las Kabacki im. Stefana Starzyńskiego

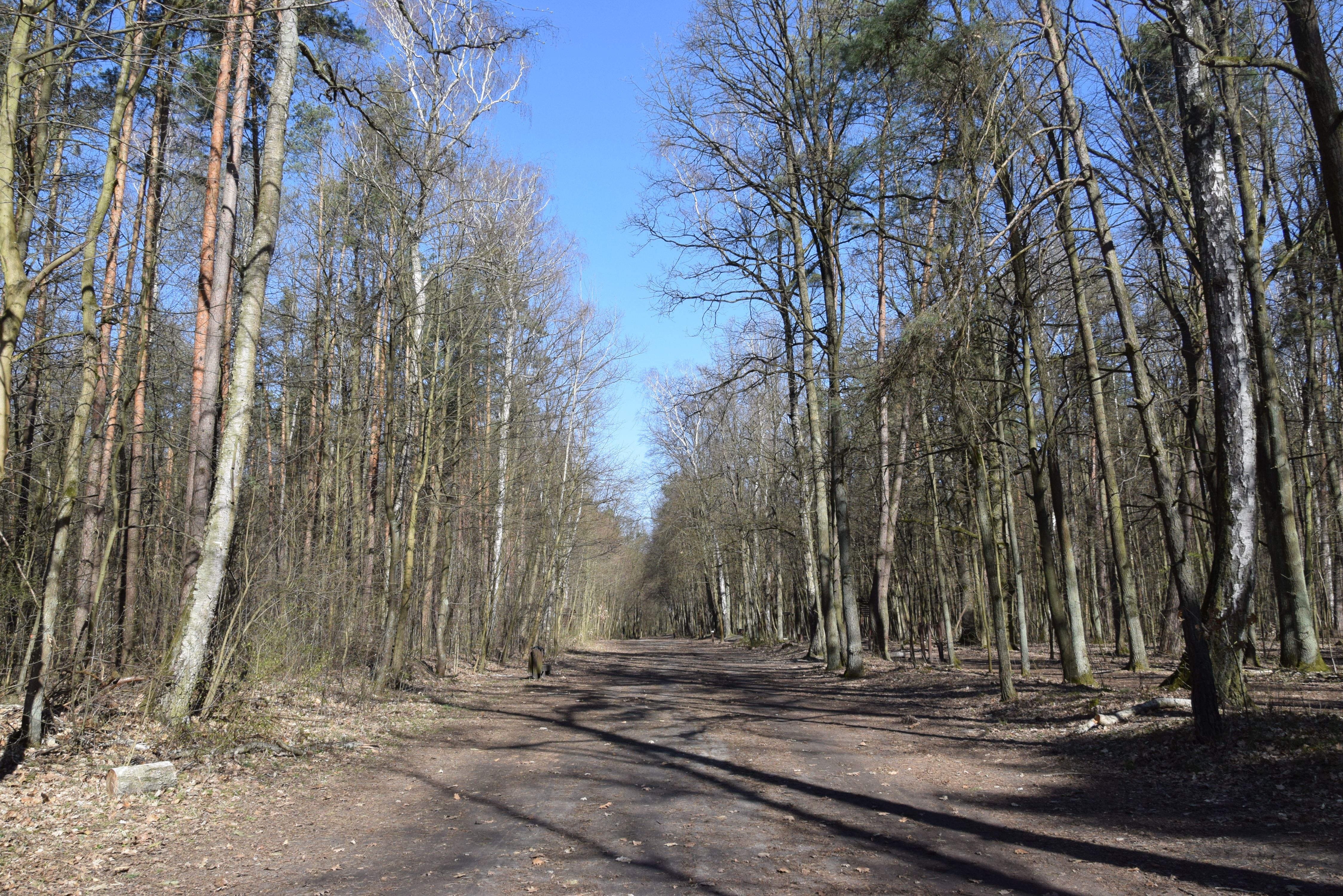
Ulica Trakt Leśny – najszersza droga Lasu Kabackiego biegnąca w kierunku północ-południe

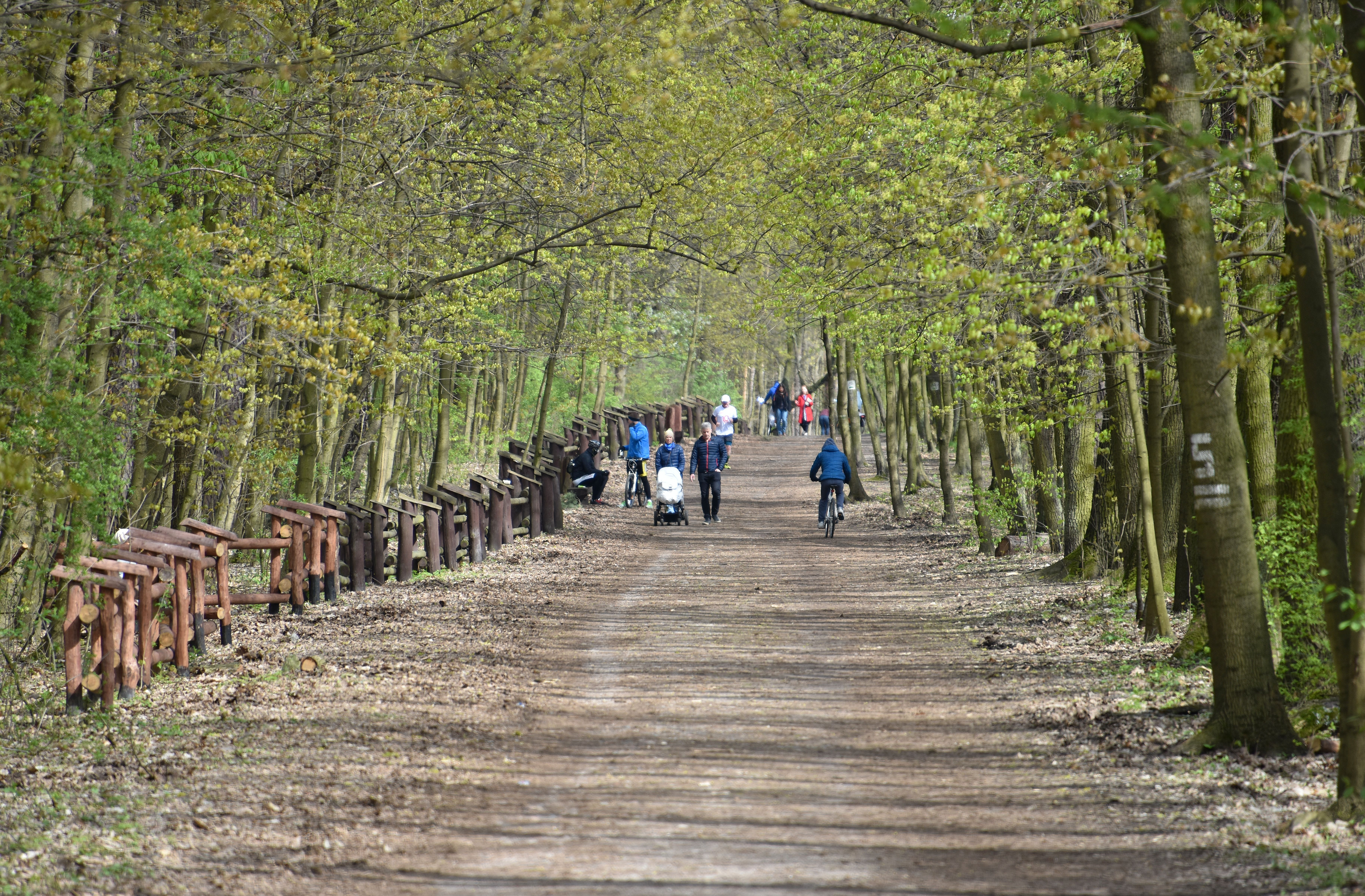
Ścieżka w południowej części rezerwatu

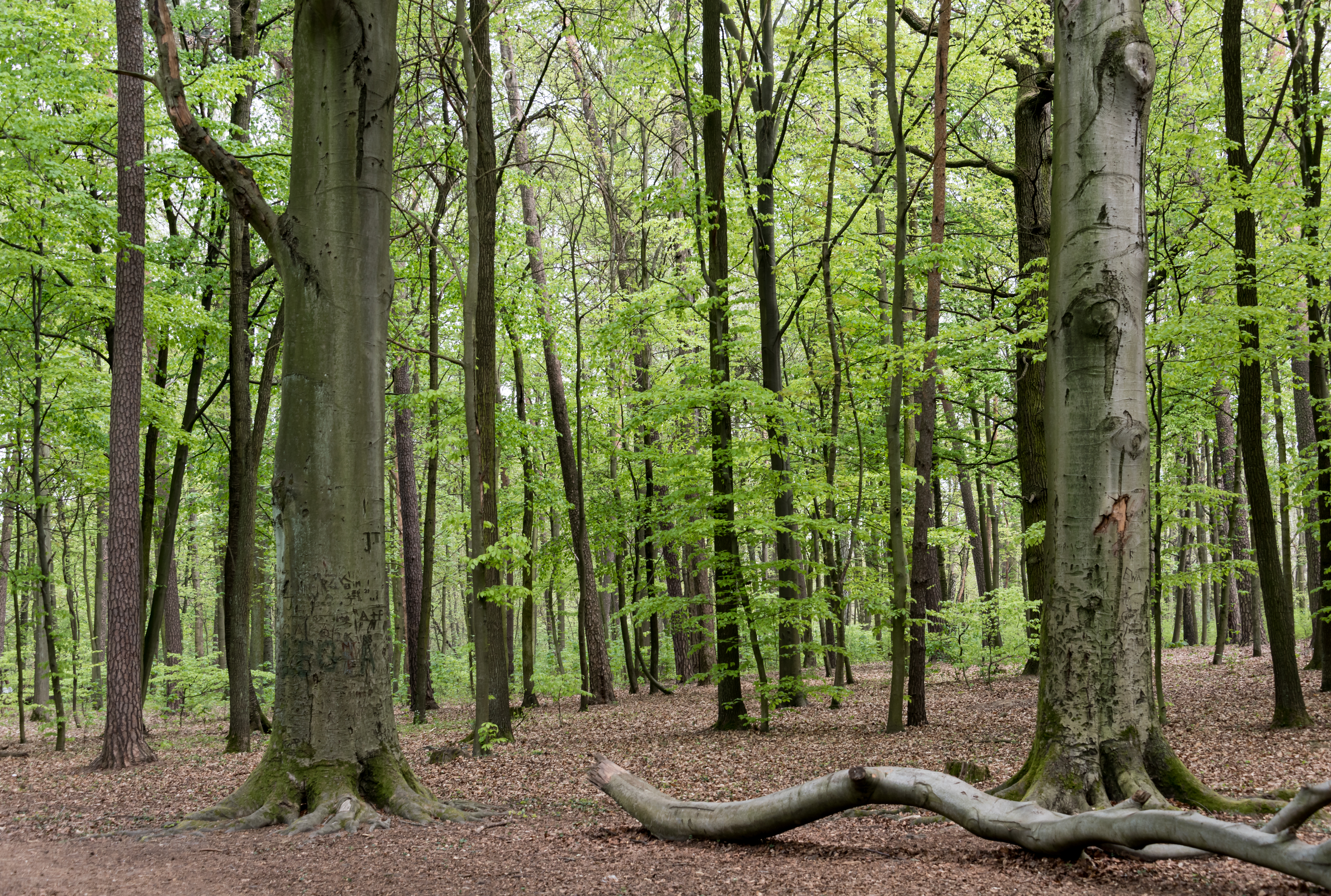
Buki pospolite – pomniki przyrody

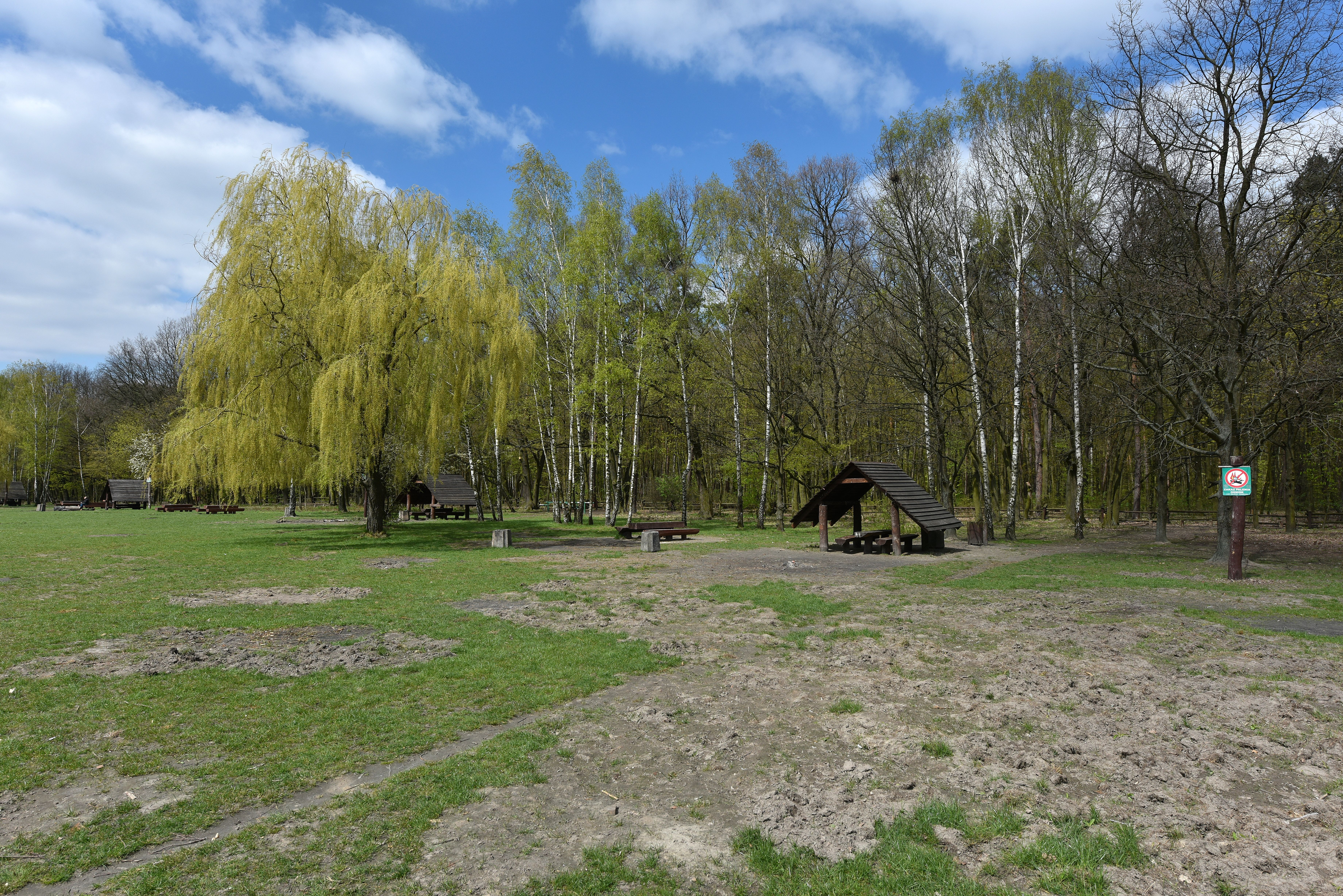
Polana na brzegu Lasu Kabackiego

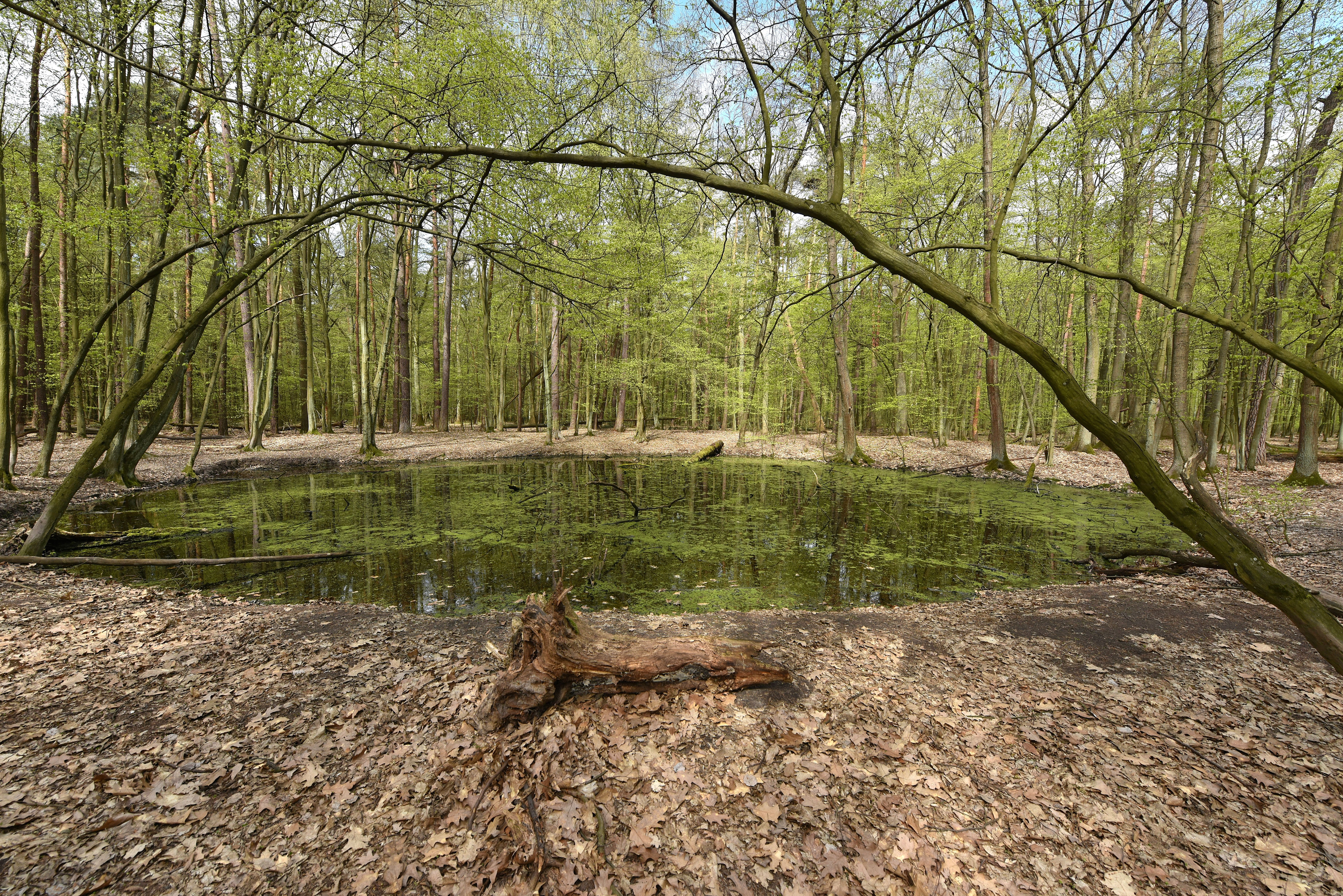
Bagienko śródleśne w Lesie Kabackim

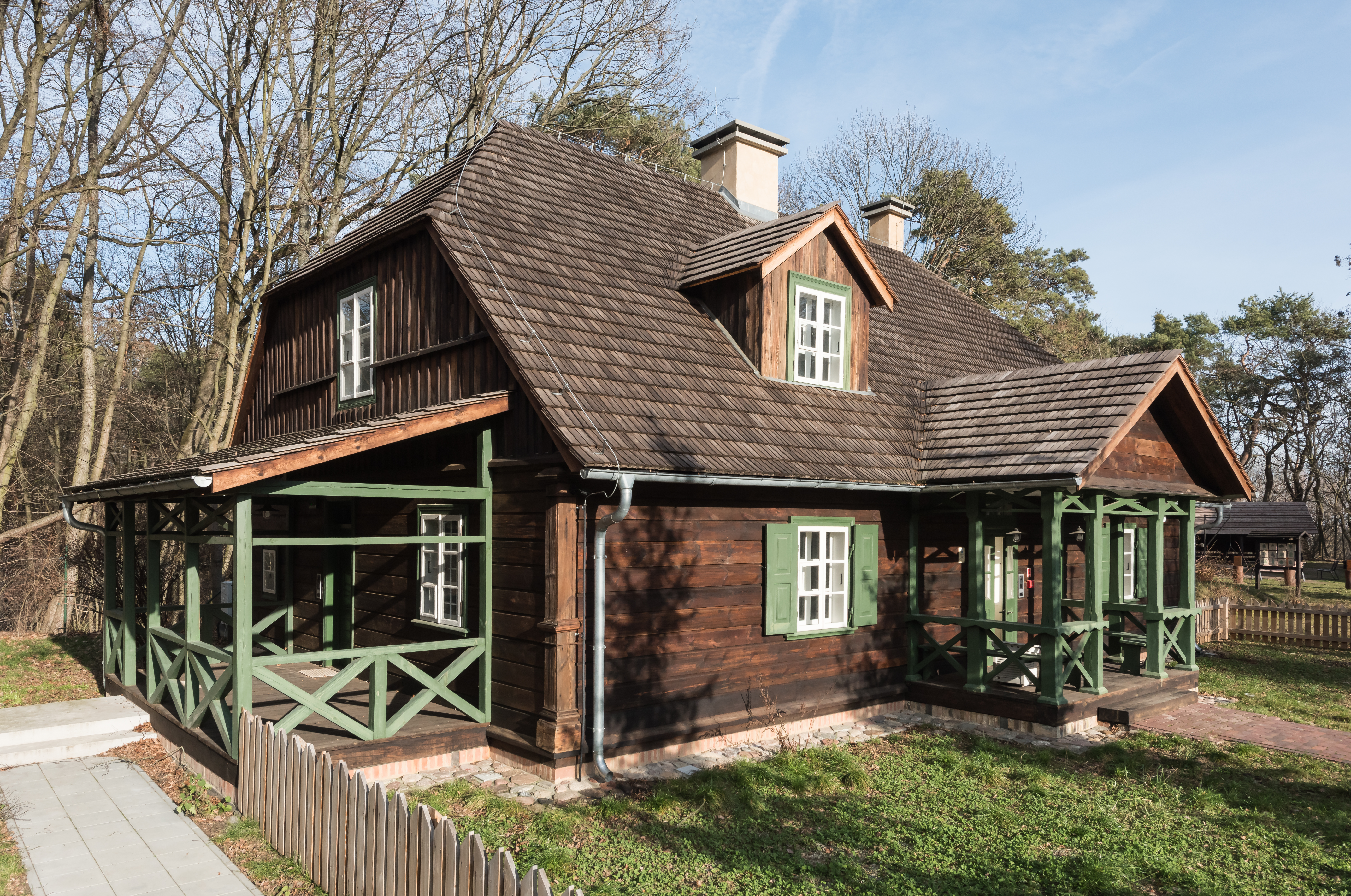
Zabytkowa leśniczówka przy ul. Rydzowej 1

Las Kabacki im. Stefana Starzyńskiego – park leśny i rezerwat przyrody położony w południowej części Warszawy, między ulicami Puławską i Łukasza Drewny, w dzielnicy Ursynów (niewielki fragment także w dzielnicy Wilanów). Leży w obrębie Warszawskiego Obszaru Chronionego Krajobrazu.

## Opis
Nazwa Las Kabacki pochodzi od wsi Kabaty.
Las Kabacki wchodził w skład dóbr wilanowskich, które w XVII i XVIII wieku zmieniały właścicieli i były własnością Sobieskich, Potockich, Lubomirskich a następnie Branickich. W 1892 roku, po przejęciu majątku przez Ksawerego Branickiego, zorganizowano na terenie dóbr wilanowskich samodzielną administrację leśną, która została wydzielona spod wpływu zarządców folwarcznych i przekazana w ręce Wiktora Stephana, który zarządzał lasami dóbr wilanowskich do 1923 roku.
Las został sprzedany Zarządowi Miejskiemu m.st. Warszawy 31 grudnia 1938 przez dziedzica dóbr wilanowskich Adama Branickiego. Wielkość zakupionych przez miasto terenów wynosiła 914 ha. Decyzję o transakcji podjął komisaryczny prezydent Warszawy Stefan Starzyński, którego imię nosi rezerwat. Nabycie przez miasto nieruchomości, położonej w tamtym czasie poza granicami Warszawy, pozwoliło na uchronienie zwartego kompleksu leśnego przed jego parcelacją na cele budowlane. Jak zapisano w akcie kupna, został on nabyty celem udostępnienia go do wypoczynku mieszkańcom Warszawy. Taką też rolę pełni do dziś. Kwota transakcji wyniosła 3 mln 425 tys. zł, z czego 3 mln zł w obligacjach miejskich, a 425 tys. zł gotówką. Na pokrycie zobowiązania Zarząd Miejski wypuścił pięcioprocentową pożyczkę obligacyjną. Uzyskane z tej transakcji przez Adama Branickiego środki finansowe trafiły do Państwowego Banku Rolnego, największego wierzyciela rodziny Branickich.
Rezerwat jest rezerwatem leśnym. Położony jest na płaskim terenie urozmaiconym we wschodniej części wzniesieniami pochodzenia wydmowego. Jedynym ważniejszym akcentem krajobrazowym jest wysoka skarpa nad pradoliną Wisły, która jest jednocześnie granicą najbardziej na wschód wysuniętej części rezerwatu.
Ochronę prawną, ze względu na swoje wartości przyrodniczo-krajobrazowe, teren ten uzyskał na mocy zarządzenia Ministra Leśnictwa i Przemysłu Drzewnego z dnia 11 sierpnia 1980, opublikowanego w Monitorze Polskim nr 19 z 1980, pod pozycją 94. Ochroną objęto 902,68 ha. Zarządzeniem Regionalnego Dyrektora Ochrony Środowiska w Warszawie z dnia 20 lipca 2016 zmieniono powierzchnię rezerwatu do 903,5993 ha oraz utworzono wokół niego otulinę o powierzchni 1076,2172 ha. Przedmiotem ochrony jest fragment skarpy warszawskiej wraz z leśnym zespołem grądowym.
Obszar rezerwatu objęty jest ochroną czynną i krajobrazową. Na jego terenie znajduje się kilkanaście drzew – pomników przyrody: sosny, dęby oraz buki.
Las Kabacki jest największym zwartym kompleksem leśnym na terenie lewobrzeżnej Warszawy. Jest to także największy rezerwat województwa mazowieckiego. Ukształtowanie terenu rezerwatu jest równinne, jednak wyjątek stanowi wschodnia część lasu, gdzie przebiega fragment Skarpy Warszawskiej.
Starania Wojewódzkiego Konserwatora Przyrody – Czesława Łaszka, doprowadziły do utworzenia 11 sierpnia 1980 roku rezerwatu przyrody pod nazwą Las Kabacki im. Stefana Starzyńskiego. Celem ochrony rezerwatu jest zachowanie wartości społecznych i krajobrazowych środowiska przyrodniczego południowej części Warszawy.
W południowo-wschodniej części lasu położony jest park Kultury w Powsinie, graniczy z nim Ogród Botaniczny Polskiej Akademii Nauk.
Przez Las Kabacki przebiegają trzy szlaki turystyczne.

### Fauna i flora
Pomimo strat jakie Las Kabacki poniósł w okresie wojennym, długoletniej prowadzonej gospodarki leśnej oraz zmian stosunków wodnych, emisji przemysłowych oraz wypasania zwierząt domowych w lasach, na terenie rezerwatu w dalszym ciągu można odnaleźć gleby o naturalnych cechach. Warto dodać, że gleby te charakteryzują się wysoką żyznością i dużym przestrzennym zróżnicowaniem. Zachowały się tu wielogatunkowy drzewostan, często o charakterze piętrowym oraz bogate runo. Są tu duże obszary porośnięte starodrzewem 120–160-letnim z licznymi pomnikowymi dębami, sosnami i bukami. Zbiorowiska leśne tworzą głównie grądy - drzewostany mieszane z przewagą drzew liściastych z urozmaiconym runem oraz bogatą warstwą krzewów. Przeprowadzone w 2002 roku badania wykazały występowanie tutaj 34 gatunków drzew i 28 gatunków krzewów (śród nich 14 jest obcego pochodzenia).
W górnym piętrze drzewostanu występują dąb szypułkowy, sosna, brzoza brodawkowata, osika, a także buk, modrzew, lipa drobnolistna, klon zwyczajny oraz jesion wyniosły i wiąz górski. W starych drzewostanach dolne piętro tworzą takie drzewa jak lipa, dąb, grab i klon. Zdarzają się też jabłonie, grusze i wiśnie ptasie, czyli czereśnie, które zwiększają bioróżnorodność lasu i wzbogacają dietę zwierząt w owoce. W warstwie krzewów występuje też leszczyna. W bogatym runie można spotkać bardzo rzadkie już rośliny objęte ochroną gatunkową, takie jak lilia złotogłów, jarząb szwedzki, pomocnik baldaszkowaty i widłak goździsty. Wśród gatunków niepodlegających ochronie warte wymienienia są turzyca drżączkowata oraz łany konwalii majowej.
Bogate środowisko roślinne sprzyja bogactwu występujących tu zwierząt. Spotkać tu można sarny, dziki, lisy, borsuki, łasice, kuny leśne i domowe, jeże.
Z ważniejszych gatunków ptaków, można wymienić: myszołowa, kobuza, krogulca, puszczyka, dzięcioła zielonego i dzięcioła czarnego, grubodzioba, krzyżodzioba, gila i inne. Z płazów i gadów m.in. rzekotkę drzewną, padalca i zaskrońca.
Istotnym problemem Lasu Kabackiego jest jednak antropopresja - czyli presja społeczeństwa na obszary zielone, objawiająca się płoszeniem dziko żyjących zwierząt. Dużym zagrożeniem dla zwierząt są także psy biegające po lesie.
W 2017, na podstawie przyjętego w 2016 planu ochrony rezerwatu, wprowadzono zakaz wprowadzania na teren Lasu Kabackiego psów. Plan wywołał także kontrowersje w zakresie przebudowy drzewostanu.

### Ważniejsze obiekty
W latach 30. XX wieku na terenie Lasu Kabackiego wzniesiono kompleks budynków dla Sztabu Głównego Wojska Polskiego. Obecnie mieszczą się tam Centrum Operacji Powietrznych-Dowództwa Komponentu Powietrznego i Szefostwo Służby Hydrometeorologicznej Sił Zbrojnych Rzeczypospolitej Polskiej. W 1999 przy ul. Leśnej odsłonięto kamień z tablicą upamiętniającą pracujących tam w latach 1936–1939 matematyków-kryptologów z Referatu Niemieckiego Biura Szyfrów Oddziału II Sztabu Głównego Mariana Rejewskiego, Jerzego Różyckiego i Henryka Zygalskiego, którym udało się złamać szyfr niemieckiej maszyny szyfrującej − Enigmy. Placówka „Wicher” znajdująca się w Lesie Kabackim była również miejscem spotkania Polaków z Brytyjczykami i Francuzami w 1939, podczas którego doszło do przekazania projektów maszyn dekodujących i materiałów stworzonych przez polskich kryptologów. Po 1945 obiekt był w dalszym ciągu wykorzystywany przez wojsko. W 2021 plany usunięcia 264 drzew pod rozbudowę parkingu znajdującej się tam jednostki wojskowej wywołały protesty i wstrzymanie wycinki.
We wschodniej części lasu, przy ul. Rydzowej, znajdują się Centrum Edukacji Przyrodniczo-Leśnej Lasów Miejskich-Warszawa i zabytkowa drewniana leśniczówka z 1890.
Na terenie Lasu Kabackiego znajdują się miejsca straceń i mogiły partyzanckie z okresu II wojny światowej. W latach 1943–1944 chroniły się tu grupy partyzanckie i był to teren ćwiczeń oddziałów Armii Krajowej, szczególnie tajnych podchorążówek. W okresie powstania warszawskiego koncentrowały się tu, stąd atakowały i odbierały broń zrzutową oddziały AK zgrupowania „Grzymały”. Te z nich, którym udało się przebić przez linie niemieckie stały się podstawą obrony Dolnego Mokotowa.
Podczas II wojny światowej Niemcy zamordowali w lesie co najmniej kilkuset mieszkańców Warszawy („warszawski pierścień śmierci”). Ofiary egzekucji upamiętniają dwie tablice Tchorka.
9 maja 1987 roku w Lesie Kabackim rozbił się samolot Polskich Linii Lotniczych LOT „Tadeusz Kościuszko”. Była to największa katastrofa lotnicza w historii polskiego lotnictwa. Zginęła cała załoga i wszyscy pasażerowie (łącznie 183 osoby).
W południowo-zachodniej części lasu znajduje się pomnik ofiar katastrofy.